# Commelina congestipantha
Commelina congestipantha är en himmelsblomsväxtart som beskrevs av López-ferr., Espejo och Ceja. Commelina congestipantha ingår i släktet himmelsblommor, och familjen himmelsblomsväxter. Inga underarter finns listade.